# Glasgow Hawks Rugby Football Club
Pour les articles homonymes, voir Hawks.
Le Glasgow Hawks RFC est un club de rugby à XV écossais situé à Glasgow, qui évolue dans le Championnat d'Écosse.

## Histoire
Les Glasgow Hawks RFC sont le résultat d’une fusion intervenue en 1997 entre deux clubs de Glasgow, Glasgow Academicals (fondé en 1866) et Glasgow High Kelvinside (fondé en 1982). Le club est versé en deuxième division à la place de Glasgow High Kelvinside, et remporte le titre dès sa première année, accédant ainsi à l'élite. Le club a fourni de nombreux joueurs à l’Équipe d’Écosse.

## Palmarès
- Champion d’Écosse (Scottish Premiership Division 1) : 2004, 2005 et 2006
- Champion d’Écosse de D2 (Scottish Premiership Division 2) : 1994 et1998
- Vainqueur de la Coupe d’Écosse : 1998, 2004 et 2007
  - Finaliste de la Coupe d’Écosse : 2000, 2002

## Joueurs célèbres
- Andy Henderson
- Rory Kerr
- Rory Lamont
- Gordon McIlwham
- Glenn Metcalfe
- Graeme Morrison
- Euan Murray
- Tom Philip
- Derek Stark